# مايلز موسلي
مايلز موسلي (بالإنجليزية: Miles Mosley)‏ هو عازف جاز أمريكي، ولد في 1982 في هوليوود في الولايات المتحدة.

## وصلات خارجية
- الموقع الرسمي
- مايلز موسلي على موقع IMDb (الإنجليزية)
- مايلز موسلي على موقع ميوزك برينز (الإنجليزية)
- مايلز موسلي على موقع أول ميوزيك (الإنجليزية)
- مايلز موسلي على موقع ديسكوغز (الإنجليزية)
- مايلز موسلي على موقع قاعدة بيانات الفيلم (الإنجليزية)